# Tropic Thunder
Tropic Thunder is een Amerikaanse filmkomedie uit 2008 onder regie van Ben Stiller. De blanke Robert Downey jr. werd voor zijn bijrol als de zwarte Kirk Lazarus genomineerd voor onder meer een Academy Award, een Golden Globe en een BAFTA Award. Meer dan vijf andere filmprijzen werden de film daadwerkelijk toegekend, waaronder een Golden Trailer Award voor beste komedie. De film is geschikt bevonden voor 12 jaar en ouder.

## Verhaal
Een groep acteurs gaat op locatie in Zuidoost-Azië een oorlogsfilm maken. Het is een stel primadonna's en de regisseur is ze helemaal zat. Als laatste redmiddel om nog iets van de film te maken, trekt hij met zijn ploeg het oerwoud in, om ze in barre omstandigheden te laten acteren. Dit lukt iets te goed, want ze komen er echte booswichten tegen.

## Rolverdeling
- Ben Stiller - Tugg Speedman / Four Leaf Tayback
- Robert Downey jr. - Kirk Lazarus / Lincoln Osiris
- Jack Black - Jeff Portnoy / Fats
- Jay Baruchel - Kevin Sandusky / Brooklyn
- Brandon T. Jackson - Alpa Chino / Motown
- Nick Nolte - John Tayback
- Danny McBride - Cody Underwood
- Steve Coogan - Damien Cockburn
- Matthew McConaughey - Rick Peck
- Tom Cruise - Les Grossman
- Bill Hader - Rob Slolom
- Christine Taylor - Rebecca
- Trieu Tran - Tru
- Reggie Lee - Byong
- Brandon Soo Hoo - Tran
- Maria Menounos - zichzelf
- Tyra Banks - zichzelf
- Jon Voight - zichzelf
- Jennifer Love Hewitt - zichzelf
- Jason Bateman - zichzelf
- Lance Bass - zichzelf
- Alicia Silverstone - zichzelf
- Tobey Maguire - zichzelf